# Olga Michałkiewicz
Olga Michałkiewicz (Szczecinek, 26 de abril de 1994) es una deportista polaca que compite en remo.
Ganó una medalla de plata en el Campeonato Mundial de Remo de 2017 y dos medallas de bronce en el Campeonato Europeo de Remo, en los años 2018 y 2019.
Participó en los Juegos Olímpicos de Tokio 2020, ocupando el sexto lugar en la prueba de cuatro sin timonel.

## Palmarés internacional
| Campeonato Mundial | Campeonato Mundial        | Campeonato Mundial | Campeonato Mundial |
| Año                | Lugar                     | Medalla            | Prueba             |
| ------------------ | ------------------------- | ------------------ | ------------------ |
| 2017               | Sarasota (Estados Unidos) | Medalla de plata   | Cuatro sin timonel |
| Campeonato Europeo |                           |                    |                    |
| Año                | Lugar                     | Medalla            | Prueba             |
| 2018               | Glasgow (Reino Unido)     | Medalla de bronce  | Cuatro sin timonel |
| 2019               | Lucerna (Suiza)           | Medalla de bronce  | Cuatro sin timonel |